# Pierre Benoit (biblista)
Pierre Benoit, al secolo Maurice Marie Benoit (Nancy, 3 agosto 1906 – Gerusalemme, 23 aprile 1987), è stato un religioso francese appartenente all'ordine domenicano.
Docente all'École biblique et archéologique française de Jérusalem dal 1933, ne fu direttore dal 1965 al 1972. La sua opera più importante fu Esegesi e teologia (1961).